# Save Mart Center at Fresno State
Le Save Mart Center at Fresno State est une salle omnisports située à Fresno en Californie.
C'est le domicile des équipes masculine et féminine de basket-ball de l'université (Fresno State Bulldogs). Ce fut la patinoire des Falcons de Fresno de l'East Coast Hockey League. Le Save Mart Center a une capacité de 15 544 places pour le basket-ball et dispose de 40 suites de luxe (dont 8 party suites).

## Histoire
Save Mart Supermarkets a payé les droits de naming pour $40 millions de dollars sur 20 ans.

## Événements
- Tournoi masculin de basket-ball de la Western Athletic Conference, 2004
- Royal Rumble 2005, 30 janvier 2005
- WWE SmackDown/ECW, 30 juin 2009
- AEW/ [Dynamite], 18 janvier 2023